# 大和田信
大和田 信（おおわだ しん、1910年（明治43年）12月26日 - 1991年（平成3年）3月16日）は日本の航空技術者。

## 来歴
1910年（明治43年）12月、茨城県東茨城郡生まれ。旧制水戸中学校、水戸高校卒業。1935年（昭和10年）、東京帝国大学工学部航空学科卒業。同級に、糸川英夫、小谷敏夫(海軍彗星爆撃機設計員・技術大尉(サイパン島で戦死))、品川信次郎（立川一式双発高等練習機設計）等がいる。
1935年（昭和10年）、川崎造船所飛行機部入社、初めにキ‐32(九八式軽爆撃機)設計スタッフとなり、次に土井武夫課長のキ‐48（九九式双発軽爆撃機）の主翼設計担当となる。その成果が土井に認められ、その後土井設計部長の下でキ‐61、キ‐61 II、キ‐61 II改、キ‐100の設計課長及び翼担当課長を務める（川崎航空機は1人で全開発機の各部専任担当課長と個別の機体の設計課長を兼務する方式をとっていた）。
戦後は、1950年（昭和25年）頃まで戦後処理及び、岐阜工場でのヒーター製造やいすゞ自動車用バス車体の設計等を行う。その後千葉大学工学部機械工学科助手となり千葉市へ移住、教授・名誉教授を経て退官、その後日本大学生産工学部教授を務め、1991年（平成3年）3月に80歳で死去。工学博士、勲三等旭日中綬章叙勲。